# Leerdam
Leerdam (anhörenⓘ) ist eine niederländische Kleinstadt und ehemalige Gemeinde. Sie zählte am 1. Januar 2024 laut Angabe des CBS 20.095 Einwohner. Die Gesamtfläche der Gemeinde betrug 34,42 km². Zum 1. Januar 2019 wurde die Gemeinde (zuvor der Provinz Zuid-Holland angehörig) mit Zederik in der Provinz Zuid-Holland und Vianen in der Provinz Utrecht zur neuen Gemeinde Vijfheerenlanden zusammengefügt und gehört seither der Provinz Utrecht an.

## Lage
Leerdam liegt im Süden der Provinz Utrecht, zwischen Gorinchem (Provinz Zuid-Holland) und Geldermalsen (Provinz Gelderland), am Fluss Linge.

## Geschichte
Schon 1143 beherrschte hier das Rittergeschlecht Van der Leede, welches aus dem Haus van Arkel hervorgekommen ist, die gleichnamige Herrlichkeit Ter Leede. Otto van Arkel verlieh dem Ort Leerdam 1407 das Stadtrecht.
Am Lingeufer ließ er eine Art Zitadelle bauen, die 1573 zerstört wurde. Der letzte Van Arkel starb 1428. Das Adelsgeschlecht Van Egmond erwarb Leerdam und erhob es zu einer Grafschaft. Als 1551 Gräfin Anna von Egmond Wilhelm von Oranien heiratete, kam Leerdam an das Haus Oranien. Immer noch ist der Titel des „Grafen“ oder der „Gräfin von Leerdam“ auch einer der Titel des Königs oder der Königin der Niederlande.
Im Jahre 1573 trat Leerdam dem Aufstand gegen die Spanier (siehe: Achtzigjähriger Krieg) bei. Deren Rache war furchtbar: Spanische Truppen verwüsteten Schloss und Stadt.
Im Jahr 1765 kam die erste Glasbläserei nach Leerdam. Im Jahr 1915 wurde die Königliche Glasfabrik unter anderem von dem Architekten Karel P.C. de Bazel gegründet. Diese immer noch bestehende Industrie, mit werkseigenem Glasmuseum, fertigte nicht nur einfache Flaschen als Massenware an, sondern auch Kunstobjekte in Kleinserien sowie Unikate, unter anderem von den in den Niederlanden bekannten Künstlern Chr. Johannes Lannooy (1881–1948) und Andries Dirk Copier (1901–1991).

## Wirtschaft
Leerdam hatte um 1900 einen Pferdemarkt, eine Glashütte, Flaschen- und Zigarrenfabriken, eine Schiffswerft, eine Dampfsägemühle und Käsefabrikation. 
Wirtschaftlich bedeutend ist die Glasindustrie, vor allem Flaschen und Kunstgegenstände aus Glas werden hier produziert. Außerdem werden Baumaterialien hergestellt, auch die Landwirtschaft nimmt einen nicht unerheblichen Anteil ein.

## Sehenswürdigkeiten und Tourismus

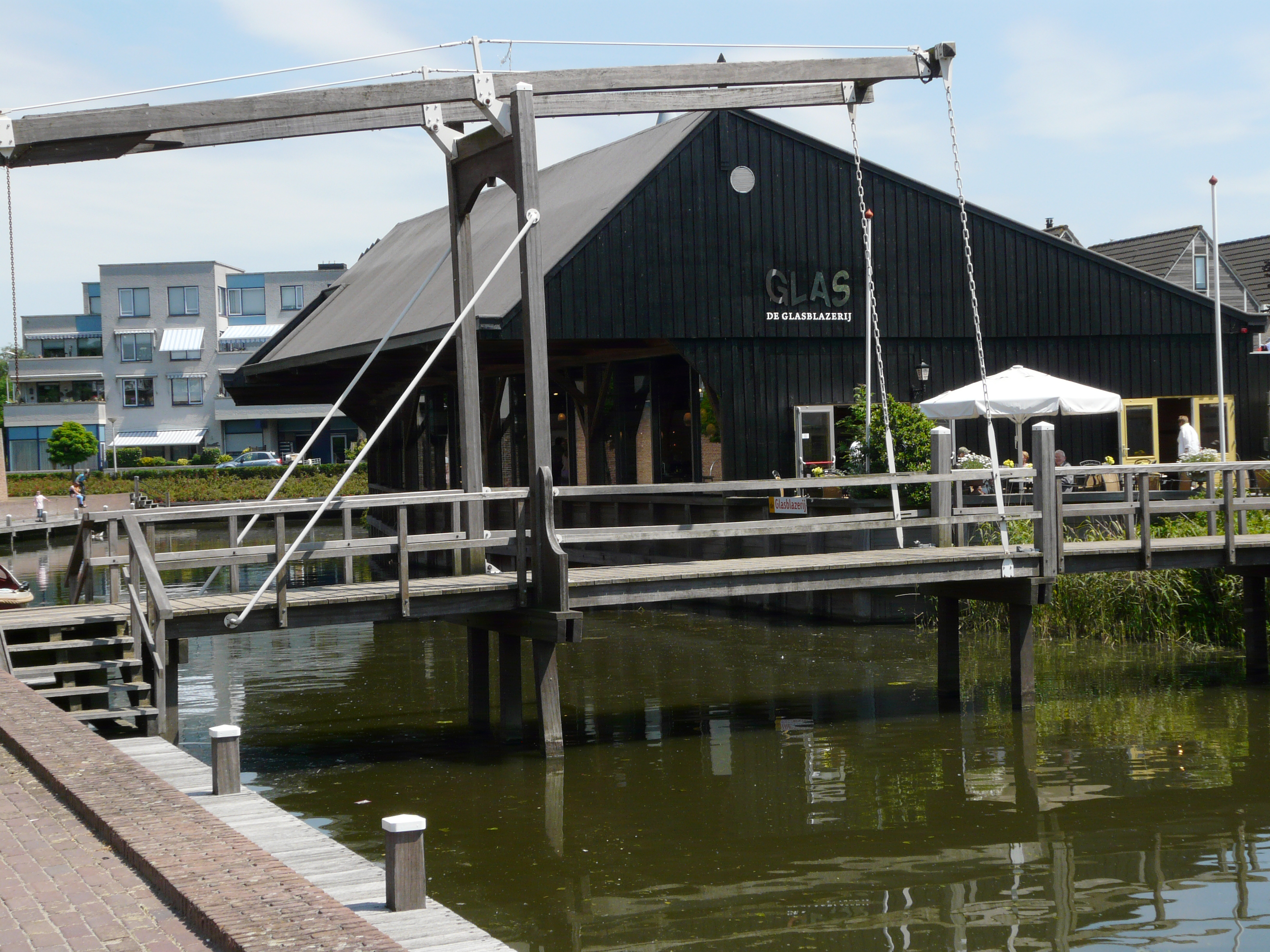
Schauglasbläserei Glascentrum Leerdam

Leerdam ist vor allem eine Glasstadt. Das etwas außerhalb der Stadt gelegene Nationaal Glasmuseum Leerdam und die für die Touristen eingerichtete Glasbläserei (Glascentrum Leerdam) beim Jachthafen vor der südlichen Stadtmauer sind die wichtigsten Anziehungspunkte. Auch ausländische Glaskünstler haben Gelegenheit hier zu arbeiten und ihre Arbeiten auszustellen.

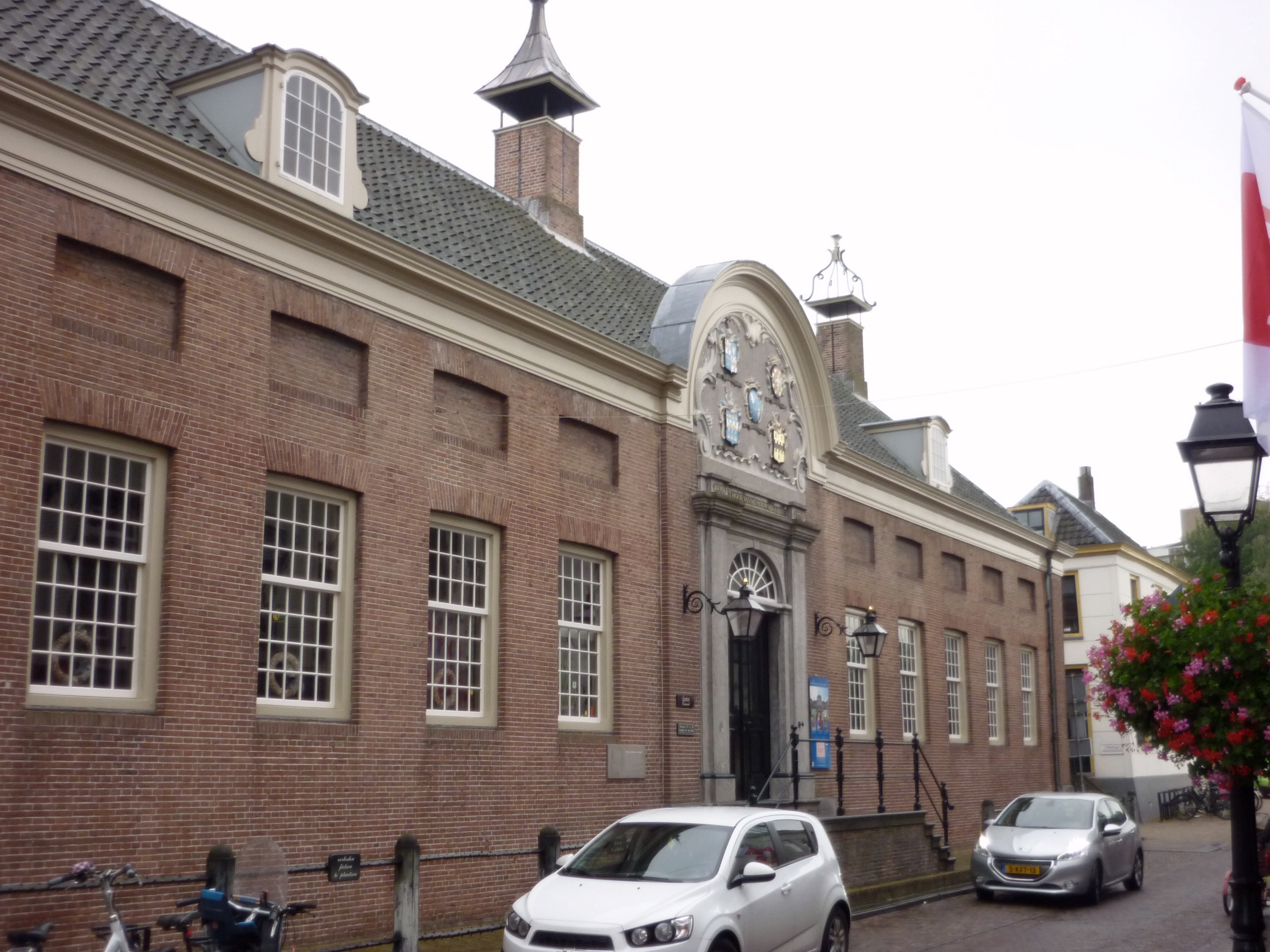
Hofje der Mevrouw Van Aerden

Das ehemalige Altenheim von 1770 „Hofje van Mevrouw van Aerden“ mit Gartenanlage, erbaut auf den Ruinen des Stadtschlosses an der Linge, kann unter Führung besichtigt werden. Im Regentenzimmer hängen einige Gemälde bekannter Meister (Frans Hals, Jacob van Ruysdael und andere). In der Stadt gibt es eine spätgotische Kirche und einige alte Häuser zu sehen.
An der Linge gibt es einen Jachthafen. Der Rheinradweg führt, unter anderem, über den Lingedeich, von Geldermalsen über Leerdam nach Gorinchem.
In der Umgebung, unten am sogenannten Diefdijk (Diebesdeich), der die Grenze zwischen den Provinzen Utrecht und Gelderland bildet, liegt das Schoonrewoerdse Wiel, ein kleiner, durch einen Deichbruch entstandener See (Vogelreservat). Diese Gegend ist für Radtouren sehr geeignet.

## Verkehr
Leerdam liegt an der Kleinbahn Dordrecht–Elst.
Von der Autobahn A15 Rotterdam – Tiel – Arnheim führt eine 6 km lange Straße nach Leerdam.

### Bahnhof Leerdam
Der Bahnhof Leerdam ist ein Bahnhof an der Bahnstrecke Elst–Dordrecht, der am 1. Dezember 1883 eröffnet wurde. Der Bahnhof hat zwei Gebäude, davon wird heute aber nur noch eines als Bahnhofsgebäude genutzt, das andere derzeit als Restaurant. Es bestehen Pläne, in Leerdam einen zweiten Bahnhof zu eröffnen, den Bahnhof Leerdam West. Zurzeit hat der Bahnhof zwei Bahnsteiggleise und wird täglich mit ca. 1575 Reisenden/Tag (2006) frequentiert.

### Bahnhofsgebäude

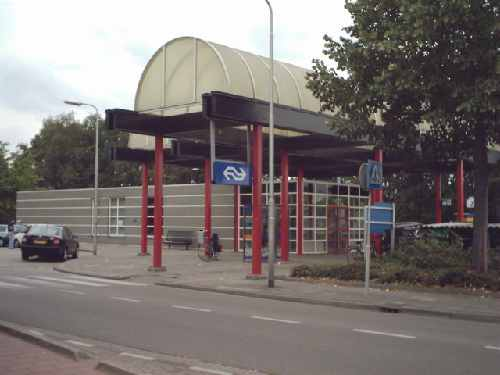
Das „Neue Bahnhofsgebäude“ von Cees Douma aus dem Jahr 1987.
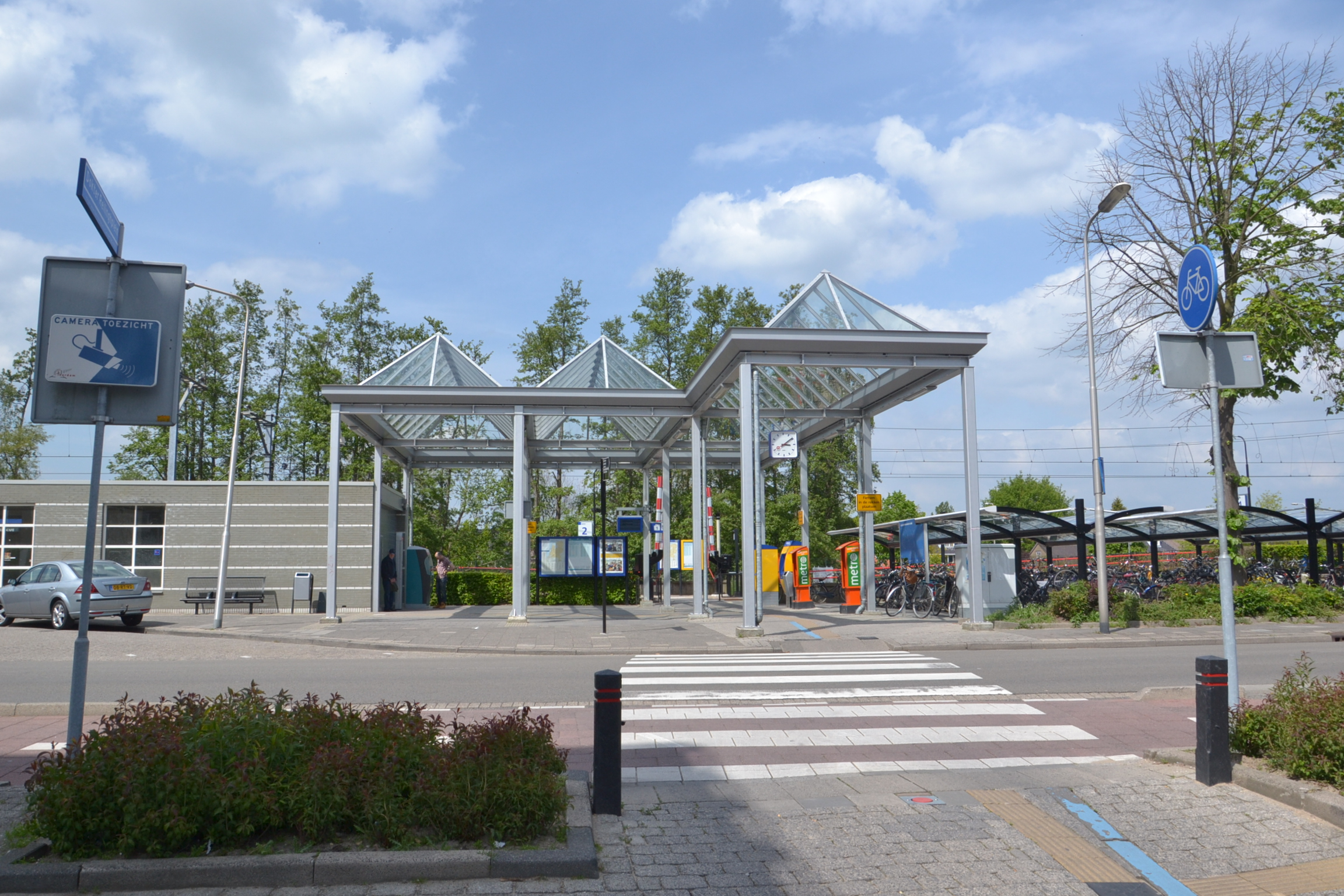
Inzwischen wurde das Eingangsportal erneuert.
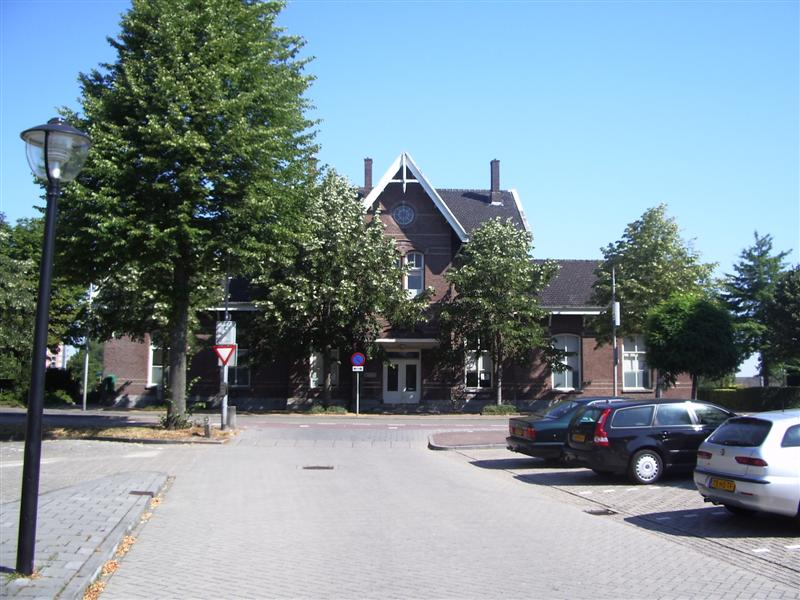
Altes Bahnhofsgebäude aus der Gründerzeit wird derzeit als Restaurant genutzt.

Der alte Bahnhof ist eine kleinere Version des Bahnhofs Sliedrecht. 1987 wurde direkt neben dem alten Gebäude neben dem Rathaus ein neues eröffnet. Der Entwurf ist von dem niederländischen Architekten und Bouwmeester NS Cees Douma. Es war sein letzter Bahnhofsentwurf, bevor er in Rente ging.

### Züge
- (Qbuzz) Dordrecht – Gorinchem – Leerdam – Geldermalsen

## Politik

### Fusion
Leerdam wurde zum 1. Januar 2019 mit Zederik ( Zuid-Holland) und Vianen ( Utrecht) zur neuen Gemeinde Vijfheerenlanden zusammengeschlossen. Dies ergab ein Beschluss vom 10. November 2015. Da die Gemeinden Leerdam und Zederik in der Provinz Zuid-Holland lagen und sich Vianen in der Provinz Utrecht befand, musste zunächst entschieden werden, zu welcher Provinz die neue Gemeinde gehören soll. Die Mehrheit wählte die Provinz Utrecht.

### Sitzverteilung im Gemeinderat
Die Kommunalwahlen vom 19. März 2014 ergaben folgende Sitzverteilung:
| Partei       | Sitze | Sitze | Sitze | Sitze |
| Partei       | 2002  | 2006  | 2010  | 2014  |
| ------------ | ----- | ----- | ----- | ----- |
| Leerdam 2000 | 5     | 3     | 4     | 6     |
| PvdA         | 4     | 6     | 4     | 3     |
| CDA          | 3     | 3     | 3     | 3     |
| SGP          | 3     | 3     | 3     | 3     |
| ChristenUnie | 2     | 2     | 2     | 2     |
| VVD          | 2     | 2     | 3     | 2     |
| Gesamt       | 19    | 19    | 19    | 19    |

Aufgrund der Fusion zum 1. Januar 2019 fanden die Wahlen für den Rat der neuen Gemeinde Vijfheerenlanden am 21. November 2018 statt.

### Bürgermeister
Vom 1. November 2016 bis zum Zeitpunkt der Gemeindeauflösung war Tjerk Bruinsma (PvdA) kommissarischer Bürgermeister der Gemeinde. Zu seinem Kollegium zählten sowohl die Beigeordneten Bart Bruggeman (CDA), Arie Keppel (SGP), Cees Taal (PvdA), Teus Meijdam (VHL Lokaal) als auch die Gemeindesekretärin Nanette van Ameijde und deren Stellvertreter Stefan Vreeburg.

### Städtepartnerschaften
- Pfinztal, Deutschland
- Nový Bor, Tschechien

## Trivia
Die Stadt ist Namensgeberin der Käsesorte Leerdammer.

## Persönlichkeiten
- Gerrit Grijns (1865–1944), Co-Entdecker des B1-Vitamins
- Arno Brok (* 1968), Politiker, VVD
- Elisabeth Tonnard (* 1973), Künstlerin, Dichterin und Autorin
- Matwé Middelkoop (* 1983), Tennisspieler